# Cash (film, 2008)
Pour les articles homonymes, voir Cash.
Pour plus de détails, voir Fiche technique et Distribution.
Cash, également typographié Ca$h, est un film français d'Éric Besnard sorti en 2008.

## Synopsis
Cash est un élégant et audacieux arnaqueur qui a le sens de la famille. Quand son frère Solal est assassiné par un mauvais perdant, il décide de le venger à sa manière : sans violence, mais avec panache. Pourtant, la période ne se prête pas à monter une arnaque ; Cash est sur le point d'être présenté à son futur beau-père Maxime Dubreuil et son équipe est dans le collimateur de l'inspecteur de police Julia Molina. Malgré cela, Cash se lance dans cette aventure où chacun ment, bluffe et prétend être un autre, mais finit toujours par trouver plus fort que lui, quel que soit son talent. Les complices se révèlent parfois des traîtres et les traîtres des complices, puisque les alliances ne durent qu'un temps. Pour gagner, il faut être prêt à tout perdre, avec une seule certitude ; à la fin de la partie, il y a toujours un pigeon.

## Fiche technique
- Titre : Cash
- Réalisation, scénario et dialogues : Éric Besnard
- Musique : Jean-Michel Bernard
- Direction de la photographie : Gilles Henry
- Monteur : Christophe Pinel
- Décors : Jacques Rouxel
- Costumes : Madeline Fontaine
- 1er assistant réalisateur : James Canal
- Son : Marc-Antoine Beldent, Jean-Charles Liozu
- Coordination des cascades : Alain Figlarz
- Effets visuels : Duboi (France)
- Production : Patrice Ledoux
  - Production associée : Luc Bossi
- Sociétés de production : Pulsar Productions, Canal+, TF1 International , TF1 Films Production
- Société de distribution : TFM Distribution (France)
- Pays de production :  France
- Genre : comédie, thriller
- Durée : 100 minutes
- Date de sortie : 23 avril 2008

## Distribution
- Jean Dujardin : Cash Méricourt
- Jean Reno : Maxime Dubreuil
- Valeria Golino : Julia Molina
- Alice Taglioni : Garance
- François Berléand : François
- Caroline Proust : Léa
- Samir Guesmi : Fred
- Cyril Couton : Mickey
- Eriq Ebouaney : Letallec
- Ciarán Hinds : Barnes
- Jocelyn Quivrin : Lebrun
- Hubert Saint-Macary : Leblanc
- Christian Hecq : Lardier
- Joe Sheridan : Finley
- Roger Dumas : Emile
- Mehdi Nebbou : Vincent
- Christian Erickson (en) : Kruger
- Alain Figlarz : Le vrai mercenaire
- Mark Grosy : Comparse Maxime #1
- Samir Boitard : Comparse Maxime #2
- Laurent Jumeaucourt : Comparse Maxime #3
- Philippe Visconti : Comparse Maxime #4
- Bruno Ricci : L'expert
- Ludo Harlay : Le fils de Cash
- Françoise Miquelis : La femme curiste
- Paul Bandey : L'homme curiste
- Christophe Rossignon : Le réceptionniste
- Philippe Hérisson : L'homme du bus
- Ilian Calaber : Un enfant joueur de billes
- Hugues Boucher : L'homme d'affaires
- Claudia Tagbo : La secrétaire #1
- Sandra Reno : La secrétaire #2
- Zofia Moreno : L'élégante
- Bernard Cheron : Le jardinier
- Sidney Wernicke : L'employé de l'hôtel
- Steeve Gasparin : Le prof de gym
- Christian Valsamidis : Inspecteur Europol
- Emmanuelle Fossat : La fleuriste
- Clovis Cornillac : Solal Méricourt

## Production

### Tournage
Le tournage s'est déroulé du 9 mai 2007 à juillet 2007.
Une scène de course poursuite - vers la 20e minute du film - a été filmée à Paris le long du Canal Saint-Martin en particulier au niveau du Quai de Valmy.[réf. nécessaire]